# Эччика-Суарелла
Эччика-Суарелла (фр. Eccica-Suarella, корс. Eccica è Suaredda) — коммуна во Франции, находится в регионе Корсика. Департамент коммуны — Южная Корсика. Входит в состав кантона Тараво-Орнано. Округ коммуны — Аяччо.
Код INSEE коммуны — 2A104.

## Население
Население коммуны на 2008 год составляло 918 человек.
| 1962 | 1968 | 1975 | 1982 | 1990 | 1999 | 2008 |
| ---- | ---- | ---- | ---- | ---- | ---- | ---- |
| 296  | 313  | 329  | 503  | 570  | 684  | 918  |

## Экономика
В 2007 году среди 575 человек в трудоспособном возрасте (15—64 лет) 404 были экономически активными, 171 — неактивными (показатель активности — 70,3 %, в 1999 году было 63,5 %). Из 404 активных работали 379 человек (211 мужчин и 168 женщин), безработных было 25 (10 мужчин и 15 женщин). Среди 171 неактивных 58 человек были учениками или студентами, 40 — пенсионерами, 73 были неактивными по другим причинам.
В 2008 году в коммуне насчитывалось 341 домохозяйство, в которых проживало 918 человек, медиана доходов составляла 19 517 евро на одного человека.